# 19-й военный городок
19-й военный городок, «Свердловск-19» — закрытый военный городок на территории микрорайона Вторчермет Чкаловского района города Екатеринбурга Свердловской области России. Место расположения Центра военно-технических проблем бактериологической защиты НИИ микробиологии МО РФ («Свердло́вск-19»). Городок официально ЗАТО не является, находится на положении «города в городе».

## Топоним
Название «Свердло́вск-19» может относиться как к всему военному городку, включая жилые дома, гражданскую инфраструктуру, так и к градообразующему предприятию.

## География
Занимает территорию 200 га.
Улицы: Звездная, Листопадная, Современников.

## История
В начале строительства в 1949 году находился на окраине Свердловска и был окружён лесом.
Когда стало ясно, что вследствие разрастания города границы его подойдут вплотную к городку, было принято решение разместить вокруг него промышленные предприятия, чтобы избежать его соседства с жилыми районами.
В результате расширения границ города оказался в центре Чкаловского района города.
В 1959 году в городке была открыта начальная школа, а в 1963-м сдана в эксплуатацию школа-восьмилетка.
В 2000 году Патриарх Всея Руси Алексий II посетил возведенный на территории городка первый в Екатеринбургской епархии воинский храм «Во имя Святого Благоверного Князя Димитрия Донского»

## Инфраструктура
Самостоятельный гарнизон в Екатеринбургском гарнизоне.
Военный клинический госпиталь № 354, поликлиника.
Дом офицеров.
Работает детский сад, средняя общеобразовательная школа № 84, в Детская школа искусств.
Жилой сектор составляют несколько десятков «сталинок» и «хрущёвок»

## Достопримечательности
Мемориал славы с Вечным огнем.
Храм во имя святого благоверного Великого князя Димитрия Донского